# Opressão

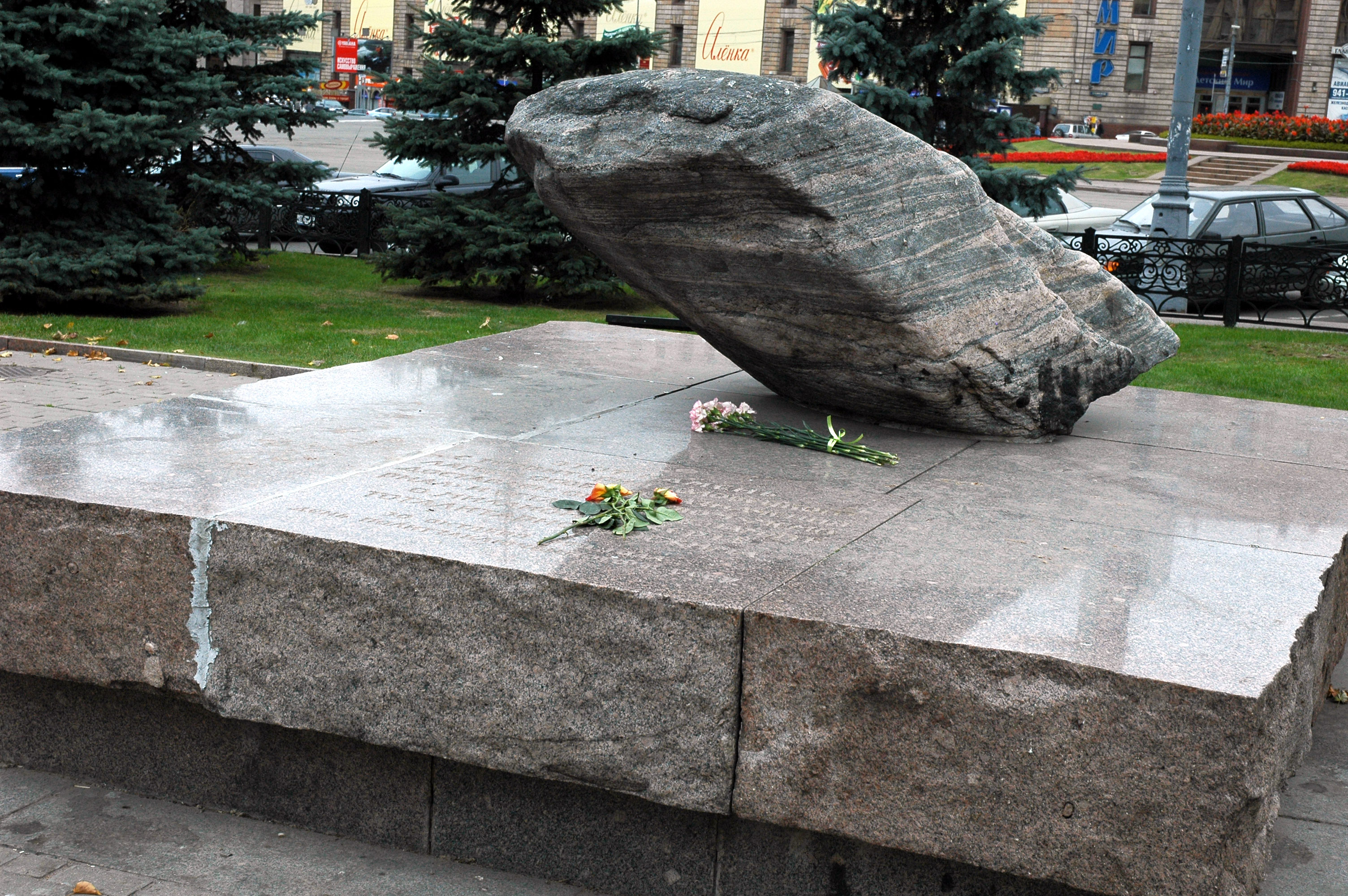
Monumento em homenagem às vítimas da opressão política na URSS, em frente ao antigo quartel-general da KGB, em Moscou.

Opressão é o efeito negativo experimentado por pessoas que são alvo do exercício cruel do poder numa sociedade ou grupo social. Está particularmente associado ao nacionalismo e sistemas sociais derivados, onde a identidade é construída por antagonismo aos outros. O termo deriva da ideia de ser "esmagado".

## Resistência
Vários movimentos têm surgido com o objetivo específico de se opor, analisar e combater a opressão em diversos aspecto; entre os exemplos, estão a Teologia da Libertação no mundo católico e o Movimento antimanicomial, no campo psicoterapêutico.

### Em inglês
- (em inglês)-Oppression.org: Estudo de questões sobre opressão contra estrangeiros
- (em inglês)-COPSHOTS.org: Documentando a violência policial
- (em inglês)-Um curto ensaio sobre a história da opressão

### Em português
- BAMPI, Maria Alice Moreira. Poder, Opressão e Dependência na Construção da Subjetividade Feminina. Em Pedagogia em Foco. Visitado em 27 de outubro de 2007.
- CALDEIRA, Teresa Pires do Rio. Violência, direitos e cidadania: relações paradoxais. Cienc. Cult. [online]. Junho/Set. 2002, vol.54, n.1 [citado em 27 Outubro 2007], p. 44-46. Disponível em: Scielo. ISSN 0009-6725.
- GAMMA, Rinaldo. Poesia como resposta à opressão em Revista FAPESP. Visitado em 27 de outubro de 2007.